# Jens Pfänder
Jens Pfänder (* 4. September 1959) ist ein deutscher Handballtrainer und Leistungssportreferent sowie Beachhandball-Koordinator beim Deutschen Handballbund.
Jens Pfänders erste Trainerstation war von 1997 bis 2001 bei der TSG Herdecke in der 2. Handball-Bundesliga. In der Saison 2001/02 betreute der Diplom-Sportlehrer die SG Solingen, mit der er am Ende aber aus der Handball-Bundesliga abstieg. Ab 2003 trainierte er den TuS N-Lübbecke, mit dem er 2003/04 ohne Minuspunkt Meister der 2. Bundesliga wurde. Nach drei weiteren Jahren in der 1. Bundesliga wurde er im März 2007 entlassen. Daraufhin übernahm er den Zweitligisten TUSEM Essen, mit dem ihm der Aufstieg gelang. Beim Traditionsverein wurde er im Januar 2008 entlassen. 2008 wurde er Trainer des Zweitligisten Ahlener SG. Nach dem Zusammenschluss zur HSG Ahlen-Hamm 2010 übernahm er die Bundesligamannschaft, wurde aber bereits im Oktober 2010 durch Kay Rothenpieler ersetzt. Von Dezember 2011 bis März 2013 war Pfänder Sportdirektor beim VfL Eintracht Hagen.
Ab 2005 arbeitete Jens Pfänder als Bundeslehrwart für den DHB. Im März 2014 legte er dieses Amt nieder, um sich auf seine Aufgaben als DHB-Leistungssportreferent zu konzentrieren. Seit September 2015 ist er als Co-Trainer der deutschen Frauen-Handballnationalmannschaft tätig.